# Міста Лівану
Міста Лівану.

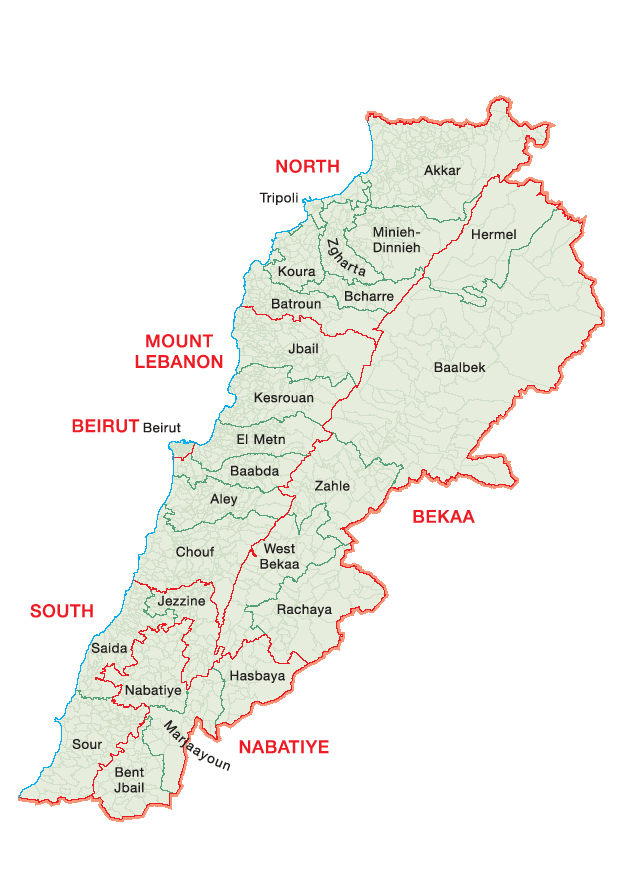
Districts of Lebanon

У Лівані налічується понад 20 міст із населенням більше 7 тисячі мешканців. Столиця має населення понад 1 мільйон, 6 міст - від 100 до 500 тисяч, 4 міста від 50 до 100 тисяч, 3 міста від 25 до 50 тисяч, решта - менше 25 тисяч.
Нижче перелічено 11 найбільших міст 
| Назва    | Населення (2021) |
| -------- | ---------------- |
| Бейрут   | 1 916 100        |
| Захла    | 260 100          |
| Триполі  | 229 398          |
| Сайда    | 163 554          |
| Сур      | 135 204          |
| Баальбек | 122 806          |
| Джунія   | 115 100          |
| Набатія  | 85 000           |
| Баабда   | 77 106           |
| Бібл     | 72 000           |
| Згарта   | 50 000           |